# Филип фон Хесен-Хомбург
Филип фон Хесен-Хомбург (на немски: Philipp, Landgraf von Hessen-Homburg; * 24 март 1676, Веферлинген; † 15 ноември 1703, Шпайербах при Шпайер) от род Дом Хесен, е ландграф на Хесен-Хомбург и генерал-майор на Хесен-Касел.

## Биография
Той е третият син на ландграф Фридрих II фон Хесен-Хомбург (1633 – 1708), прочутият принц фон Хомбург, и втората му съпруга принцеса Луиза Елизабет от Курландия (1646 – 1690), дъщеря на херцог Якоб Кетлер фон Курландия (1610 – 1662) и Луиза Шарлота фон Бранденбург (1617 – 1676), дъщеря на курфюрст Георг Вилхелм фон Бранденбург (1595 – 1640).
Филип започва военна служба при ландграф Карл фон Хесен-Касел. През 1695 г. става полковник-лейтенант в драгонския регимент, създаден през 1688 г. от граф Йохан Ернст фон Насау-Вайлбург. От 1696 г. е полковник и шеф на този регимент. През 1701 г. е повишен на генерал-майор.
Филип е убит на 15 ноември 1706 г. на 27 години в битката при Шпайербах при Шпайер през Войната за испанското наследство (1701 – 1714). Погребан е в Хомбург. Той умира неженен.